# Mateus Ward
Mateus Cole Ward (18 de enero de 1999) es un actor estadounidense, más conocido por su papel de Stevie en la serie Weeds. También es conocido por su papel recurrente como Marcus en la serie Lab Rats.

## Biografía
Mateus Cole Ward, nació en Burbank, California. Es hijo de una madre inmigrante italiana y padre estadounidense. En 2004, su familia se mudó a Lahaina, Hawái en la isla de Maui, donde vivió durante 5 años, practicando kayak, motociclismo y surf

## Carrera
Siempre interesado en la música, la primera función de Mateus ' fue en la producción de teatro musical en vivo de Schoolhouse Rock!  Después interpretó el papel de Winfield Joad en la producción de la Academia de Artes Escénicas de Maui de Las Uvas de la Ira.
En 2009, su familia se mudó de nuevo a Sherman Oaks, California,  donde Mateus actuó en cine, televisión y publicidad . Él apareció en varias películas y cortos comerciales , tales como Disney, Activision , Verizon Wireless y Old Navy.
Mateus debutó en televisión en 2010, donde ganó el papel de " Lyle Delilly " en la Mentes criminales . Ward, llamó la atención del director Larry Charles , y fue elegido como el hijo de Ana Ortiz en 20th Century Fox piloto de la comedia de enredo Superados en número con Cheech Marin.
En 2011, Ward fue invitado a la serie de comedia deportiva Sports Show with Norm Macdonald en Comedy Central, por el que fue nominado a un premio Young Artist Award y ganó el Premio OMNI a la Música y al Actor Juvenil como Mejor Actor en la categoría de 12 a 18 años. Ward posteriormente consiguió el papel de Carl en la comedia dramática Parenthood.
En abril de 2012 , Mateus obtuvo un papel como estrella invitada recurrente como " Marcus " en la popular comedia adolescente Lab Rats  en el canal Disney XD. Luego se le ofreció el papel de "Franky Young" en su primera película Lonely Boy, donde da vida a un adolescente con esquizofrenia. En septiembre de ese año, fue elegido para la final de la serie en dos partes de la comedia-drama Weeds, que fue presentada en Showtime.  Ward ganó un Young Artist Award por su interpretación de "Stevie Botwin".
En 2013, Ward apareció en la serie policial NCIS en CBS. En el undécimo episodio, titulado Shabbot Shalom, interpretó el papel de Austin, un joven adolescente que descubre un cadáver. Mateus también participó regularmente en la serie de Jerry Bruckheimer, Rehenes producida por Warner Bros. Television de CBS, interpretando a Jake Sanders, hijo de la Dra. Ellen Sanders (interpretada por Toni Collette) y Brian Sanders (interpretado por Tate Donovan) .
En 2016, Ward firmó para interpretar el papel principal de Clyde Thompson en la película The Meanest Man in Texas, una adaptación cinematográfica del libro homónimo que se estrenó en cines. Es productor e interpreta a Levi en la película Relish.

## Filmografía
| Películas  | Películas                       | Películas                | Películas                              |
| Año        | Título                          | Personaje                | Notas                                  |
| ---------- | ------------------------------- | ------------------------ | -------------------------------------- |
| 2010       | Wayward Frankenstein            | Brandon Bailey           | Cortometraje                           |
| 2010       | House Painting                  | joven Larry Sloan        | Cortometraje                           |
| 2010       | Devils Eyes                     | joven David              | Cortometraje                           |
| 2011       | The Afterlife                   | chico                    | Cortometraje                           |
| 2013       | Lonely Boy                      | joven Franky             |                                        |
| 2017       | The Meanest Man in Texas        | Clyde Thompson           |                                        |
| 2018       | Relish                          | Levi                     |                                        |
| Televisión |                                 |                          |                                        |
| Año        | Título                          | Personaje                | Notas                                  |
| 2010       | Criminal Minds                  | Lyle DeLilly             | Episodio: "Remembrance of Things Past" |
| 2011       | Sports Show with Norm MacDonald | chico                    | Episodio: "Mascot"                     |
| 2011       | Parenthood                      | Carl                     | Episodio: "Sore Loser"                 |
| 2012       | Weeds                           | Stevie                   | 2 episodios                            |
| 2012–2013  | Lab Rats                        | Marcus Davenport         | 5 episodios                            |
| 2013       | NCIS                            | Austin                   | Episodio: "Shabbat Shalom"             |
| 2013–2014  | Hostages                        | Jake Sanders             | 15 episodios                           |
| 2014       | Drew Adams                      |                          |                                        |
| 2015       | Murder in the First             | Dustin Maker             | temporada 2                            |
| 2016–2017  | The Loud House                  | Hank, Big Kid #2 (voces) | 2 episodios                            |
| 2022       | All Rise                        | Cyrus                    | Episodio: "Through the Fire"           |